# بازی‌های فکری (مجموعه تلویزیونی)
بازی‌های فکری یک سریال تلویزیونی ساخته شده توسط کایل کیلن است که در شبکه ای‌بی‌سی پخش می‌شود. که این سریال نشان می‌دهد در مورد دو برادر که یک شرکت حل مشکلات از طریق روانشناسانه را اداره می‌کنند.

## مرور کلی سریال
| فصل | فصل | قسمت‌ها | تاریخ اکران   | تاریخ اکران |
| فصل | فصل | قسمت‌ها | شروع فصل      | پایان فصل   |
| --- | --- | ------ | ------------- | ----------- |
|     | ۱   | ۱۳     | ۲۵ فوریه ۲۰۱۴ | TBA         |

### قسمت‌ها
| شماره | عنوان                | کارگردان       | نویسنده    | تاریخ اکران   | کد تولید |     |
| ----- | -------------------- | -------------- | ---------- | ------------- | -------- | --- |
| ۱     | «خلبان»              | میگل ساپوچنیک  | کایل کیلن  | ۲۵ فوریه ۲۰۱۴ | ۱۰۰      |     |
| ۲     | «سلطه نامتقارن»      | میگل ساپوچنیک  | کایل کیلن  | ۴ مارس ۲۰۱۴   | ۱۰۱      | TBA |
| ۳     | «حیوان خانگی راک»    | تیموتی باسفیلد | دونالد تاد | ۱۱ مارس ۲۰۱۴  | ۱۰۲      | TBA |
| ۴     | «Apophenia»          | اعلان‌نشده      | اعلان‌نشده  | ۱۸ مارس ۲۰۱۴  | ۱۰۵      | TBA |
| ۵     | «Cauliflower Man»    | اعلان‌نشده      | اعلان‌نشده  | ۲۵ مارس ۲۰۱۴  | ۱۰۳      | TBA |
| ۶     | «Thicker Than Water» | اعلان‌نشده      | اعلان‌نشده  | ۱ آوریل ۲۰۱۴  | ۱۰۴      | TBA |